# Флавий Анатолий

Византийские монеты эпохи полководца Анатолия Флавия

Флавий Анатолий — видный византийский государственный деятель и военачальник первой половины V века. Трижды отправлялся послом к Аттиле, участвовал в заседаниях Халкидонского собора 451 года как старший из сановников, представлявших императора.
Эпизод, описанный Прокопием Кесарийским и затем пересказанный Феофаном, относится не ко времени правления Варахрана V (420—438), а к эпохе его сына и преемника Йездигерда II (438—457), точнее — к 441 году, когда Анатолий в качестве магистра «militum per Orientem» (военный магистр Востока) находился на восточной границе империи, защищая её от вторжения персов. Тогда ему удалось добиться заключения мира сроком на год. Прокопий Кесарийский в своём сочинении объединил две войны и два договора: войну 420—422 годов и войну 440 года.
Римский консул в 440 году.